# Кубок Ізраїлю з футболу 2012—2013
Кубок Ізраїлю з футболу 2012–2013 — 74-й розіграш кубкового футбольного турніру в Ізраїлі. Титул вдруге здобув Хапоель (Рамат-Ган).

## Регламент
Кубкова стадія складається з двох раундів: регіонального та національного, саме з національного раунду (1/16 фіналу) стартують клуби Прем'єр-ліги.

## 1/16 фіналу
| Команда 1                   | Рахунок         | Команда 2                  |
| --------------------------- | --------------- | -------------------------- |
| 29 січня 2013               |                 |                            |
| Хапоель Асі (Гільбоа) (3)   | 1:0             | Хапоель (Петах-Тіква) (2)  |
| Секція Нес-Ціона (2)        | 0:5             | Хапоель (Раанана) (2)      |
| Хапоель (Рамат-ха-Шарон)    | 1:2             | Маккабі (Явне) (2)         |
| Хапоель (Акко)              | 1:2             | Хапоель (Афула) (3)        |
| Хапоель (Рішон-ле-Ціон) (2) | 2:1             | Маккабі (Назарет) (2)      |
| Бейтар (Єрусалим)           | 5:0             | Маккабі (Умм-ель-Фахм) (2) |
| Хапоель (Ашкелон) (2)       | 6:1             | Бейтар (Нагарія) (4)       |
| Бейтар (Тель-Авів) (2)      | 0:1             | Хапоель (Бней-Лод) (2)     |
| Маккабі (Нетанья)           | 0:2             | Маккабі (Тель-Авів)        |
| 30 січня 2013               |                 |                            |
| Хапоель (Назарет-Ілліт) (2) | 1:1 дч пен. 2:4 | Бней Сахнін                |
| Хапоель (Герцлія) (3)       | 0:4             | Хапоель (Кір'ят-Шмона)     |
| Хапоель (Кфар-Сава) (2)     | 2:1 дч          | Маккабі (Герцлія) (2)      |
| Хапоель (Рамат-Ган)         | 2:0             | Ашдод                      |
| Бней-Єгуда                  | 0:2             | Хапоель (Хайфа)            |
| Хапоель (Азор) (3)          | 0:4             | Маккабі (Хайфа)            |
| Хапоель (Беер-Шева)         | 1:2 дч          | Хапоель (Тель-Авів)        |

## 1/8 фіналу
| Команда 1                   | Рахунок         | Команда 2             |
| --------------------------- | --------------- | --------------------- |
| 26 лютого 2013              |                 |                       |
| Хапоель Асі (Гільбоа) (3)   | 1:1 дч пен. 4:2 | Хапоель (Ашкелон) (2) |
| Хапоель (Рамат-Ган)         | 5:3 дч          | Хапоель (Афула) (3)   |
| Хапоель (Рішон-ле-Ціон) (2) | 2:2 дч пен. 4:3 | Хапоель (Раанана) (2) |
| Хапоель (Кір'ят-Шмона)      | 2:0             | Маккабі (Явне) (2)    |
| Хапоель (Кфар-Сава) (2)     | 0:1             | Хапоель (Тель-Авів)   |
| 27 лютого 2013              |                 |                       |
| Хапоель (Бней-Лод) (2)      | 2:3             | Бней Сахнін           |
| Маккабі (Хайфа)             | 2:1             | Хапоель (Хайфа)       |
| Маккабі (Тель-Авів)         | 0:2             | Бейтар (Єрусалим)     |

## 1/4 фіналу
| Команда 1                   | Рахунок | Команда 2              |
| --------------------------- | ------- | ---------------------- |
| 12 березня 2013             |         |                        |
| Хапоель Асі (Гільбоа) (3)   | 1:2     | Хапоель (Рамат-Ган)    |
| Бней Сахнін                 | 1:3     | Хапоель (Кір'ят-Шмона) |
| Хапоель (Рішон-ле-Ціон) (2) | 1:0     | Хапоель (Тель-Авів)    |
| 13 березня 2013             |         |                        |
| Бейтар (Єрусалим)           | 0:3     | Маккабі (Хайфа)        |

## 1/2 фіналу
| Команда 1                   | Рахунок | Команда 2           |
| --------------------------- | ------- | ------------------- |
| 17 квітня 2013              |         |                     |
| Хапоель (Рішон-ле-Ціон) (2) | 1:2     | Хапоель (Рамат-Ган) |
| Хапоель (Кір'ят-Шмона)      | 2:1 дч  | Маккабі (Хайфа)     |

## Фінал
| 8 травня 2013 20:00 (EEST) |

| Хапоель (Кір'ят-Шмона) | 1:1 дч   | Хапоель (Рамат-Ган) |
| ---------------------- | -------- | ------------------- |
| Абухаціра 17'          | Протокол | Бучсенбаум 52'      |

| Стадіон «Нетанья», Нетанья Глядачів: 8 621 Арбітр: Ейтан Тбризи |

|                                      |     | Пенальті                        |  |
| Соларі · Габай · Гасарма · Ейнбіндер | 2:4 | Гога · Реувен · Бургич · Загурі |  |